# Мърсър (окръг, Охайо)
Вижте пояснителната страница за други значения на Мърсър.
Окръг Мърсър (на английски: Mercer County) е окръг в щата Охайо, Съединени американски щати. Площта му е 1225 km², а населението - 40 924 души (2000). Административен център е град Селина.